# Pallais de Saintes
Pour l’article ayant un titre homophone, voir Saint-Palais.
Saint Pallais (né au VIe siècle, mort le 7 octobre 596), parfois Palais ou Pallade, Palladius en latin, est un prélat et évêque franc, honoré le 7 octobre, à qui les Églises catholique et orthodoxe accordent le titre de Saint. Jouissant d'un culte particulièrement fort en Charente-Maritime où il est le saint patron de plusieurs communes, un grand nombre d'églises lui sont dédiées. Sa vie, et particulièrement la période précédant sa nomination en tant que neuvième évêque du diocèse de Saintes, se voit méconnue et partagée entre des sources éparses et ambiguës.

## Biographie
Investi dans le culte des Saints, il développe au cours de son ministère en tant qu'évêque le culte rendu différents saints, et plus particulièrement le culte de Saint Eutrope, premier évêque de Saintes. Il est particulièrement connu pour avoir découvert le tombeau de ce dernier, ainsi que des informations sur son décès démontrant sa mort en martyr. D'après plusieurs sources, il aurait alors fait construire une basilique en son honneur.

Elevé à la dignité d'évêque au cours du quatrième concile de Paris de 573 du roi Gontran, il complota néanmoins contre ce dernier en se ralliant à Gondovald, et en ordonnant évêque Faustianus en 584 à la demande de Gondovald. Dès lors ennemi de la royauté mérovingienne, et perdant le soutien des évêques métropolitains, il est humilié par Gontran au cours d'une messe qu'il dirigeait :  
 « Quand ils lui ont dit que c'était Palladius qui avait commencé le service, Guntram était très en colère. « Cet homme qui m'a toujours été déloyal et malhonnête prêchera-t-il maintenant la parole sacrée devant moi ? il pleure. « Je quitterai cette église immédiatement plutôt que d'entendre mon ennemi prêcher ! En disant cela, il commença à sortir… Mgr Palladius, profondément humilié, s'était retiré dans la sacristie. Le roi ordonna de le faire repartir, et il reprit le service qu'il avait commencé ».   

Grégoire de Tours, Histoire des Francs , VIII.7.1 
Incité par les autres évêques à s'excuser auprès du roi lors de son séjour à Orléans, cette tentative se soldera par un échec cuisant, puisqu'il finira par se quereller contre un autre évêque, l'affabulant d'injures et d'accusations de fornication.

Il participa néanmoins au second concile de Mâcon en 585, y jouant un rôle déterminant pour sa condamnation des hérésies, tant adoptianistes que nestoriennes. Il souscrit au vingt canons promulgués, qui entrainent une montée en puissance considérable de l'église, octroyant au pouvoir épiscopal une primauté au pouvoir séculier. Le concile entraîne également sur des décisions des évêques la mise à pied de Faustianus, ainsi le blâme de Palladius que se voit astreint à d'importantes amendes annuelles.
Eminent évêque et à la tête du diocèse de Saintes, il possède une influence toute particulière sur la cité ainsi que sur l'église catholique dans le Royaume Franc; ce qui l'emmènera à participer à plusieurs conciles et synodes de son temps. Il s'investit au cours de ces conciles comme étant particulièrement dur à l'encontre des hérétiques et de l'arianisme, proliférant à cette période de l'histoire du christianisme.
Il érigea également un grand nombre d'édifices religieux au cours de son ministère, comme la première cathédrale de Saintes, à la fin VIe siècle, ou un monastère de filles à Saintes, rétabli sous le nom de Notre-Dame par Geofroi d'Anjou, comte de Saintes.
Il tâcha également à l'obtention de plusieurs reliques pour le compte de son diocèse, comme les reliques d'Eutrope; mais aussi le tombeau de Saint Martin qu'il transporte "d'une place à une autre" pour guérir la population. Il réapparait dans les écrits de Grégoire de Tours lorsqu'il souhaite déplacer une nouvelle fois un tombeau, cette fois-ci celui des parents de Saint Hilaire de Poitiers. N'y parvenant pas la journée, le tombeau se déplacera pourtant de lui-même au cours de la nuit.

## Culte
Le culte de Saint Pallais est principalement présent en Charente-Maritime, où de nombreuses chapelles et églises sont placées sous son patronage.
Les communes portant son nom pullulent : Saint-Palais (Allier), Saint-Palais (Cher), Saint-Palais (Gironde), Saint-Palais (Pyrénées-Atlantiques), Saint-Palais-de-Négrignac, Saint-Palais-de-Phiolin, Saint-Palais-du-Né, et Saint-Palais-sur-Mer.

## Représentation iconographique
Bien que peu représenté, si ce n'est au sein des églises portant son patronage, Saint Pallais est toujours accompagné d'attributs liés à sa fonction d'évêque : la crosse épiscopale, qu'il tient de la main gauche, ainsi que son costume ecclésiastique (incluant quasi systématiquement la mitre, ainsi que parfois des gants épiscopaux), souvent de couleur rouge. Il esquisse parfois de la main gauche le signe de bénédiction.
La barbe et les cheveux longs, qu'ils soient brins ou blancs, apparaissent également de manière récurrente dans ses représentations.
Son âge varie en fonction des lieux où il se voit représenté : s'il est plus ou moins jeune lorsqu'il est figuré sous la forme de statue dans l'église Saint-Palais à Saint-Palais-de-Phiolin, il est symbolisé en homme âgé sur le vitrail de l'église Saint-Palais à Saint-Palais-sur-Mer.

## Fête liturgique
À la suite de sa mort considérée comme « bienheureuse », Saint Pallais est fêtée traditionnellement le jour de son décès (7 octobre), en vertu du martyrologe romain.
Néanmoins, il est célébré le 6 septembre au sein du diocèse de Saintes et à Notre-Dame de Saintes, selon une ancienne coutume.